# Albertusstraße 42 (Mönchengladbach)

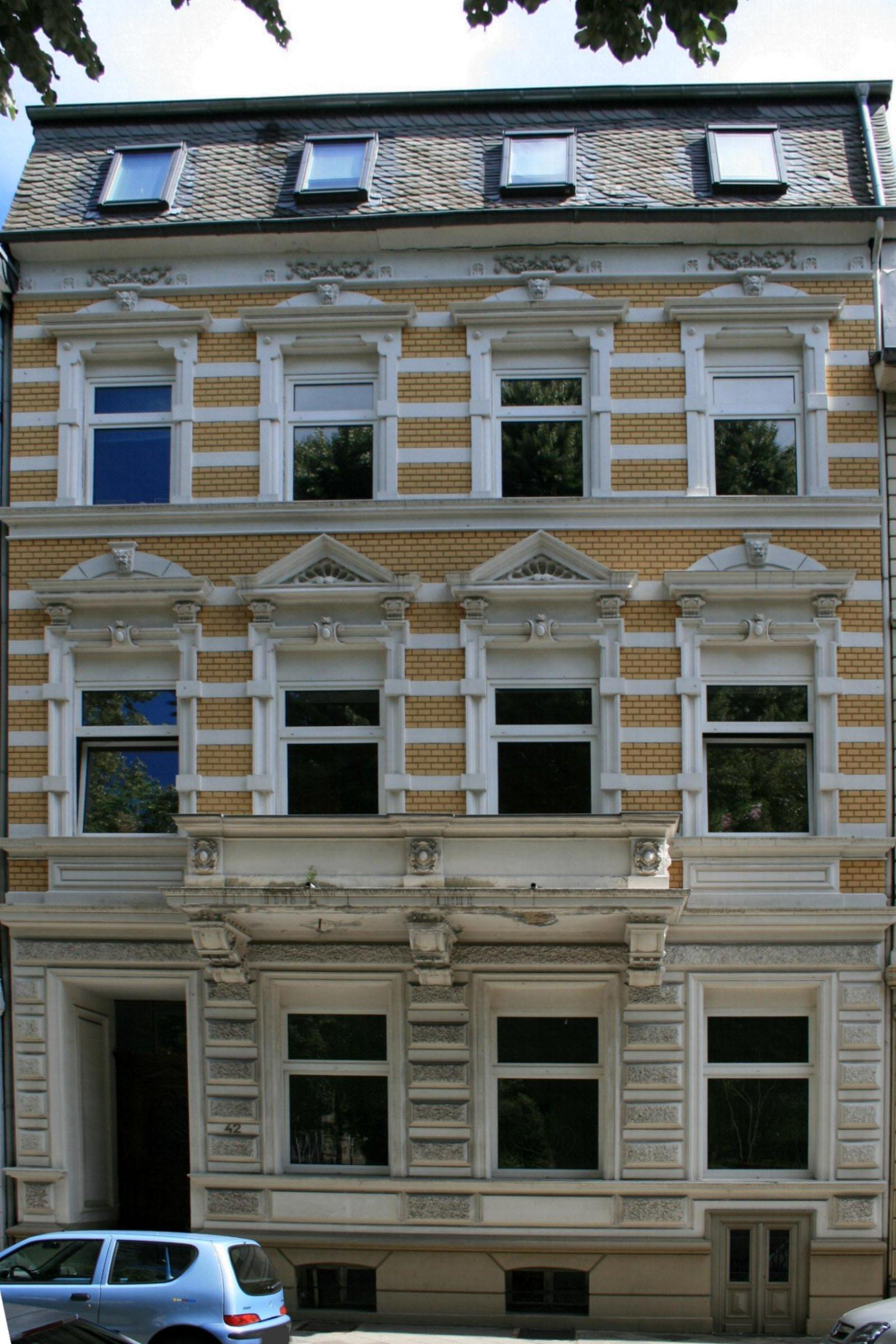
Wohnhaus (2010)

Das Wohnhaus Albertusstraße 42 steht in der Stadt Mönchengladbach in Nordrhein-Westfalen. Es wurde um 1880 erbaut. Das Gebäude ist unter Nr. A 030 am 5. Februar 1992 in die Denkmalliste der Stadt Mönchengladbach eingetragen worden.

## Architektur
Das Gebäude steht in Nähe der Einmündung der Albertusstraße in die Kaiserstraße direkt gegenüber dem Konrad-Adenauerplatz.
Traufenständiges, vierachsiges und dreigeschossiges Gebäude unter Mansarddach und stark strukturierter, historischer Stuckfassade. Im 1. Obergeschoss Gurt- und Sohlbankgesims um den Balken verkröpft. Ein Balkon vor den beiden mittleren Achsen, getragen von drei schweren Konsolen. Stuckgerahmte Hochrechteckfenster unter starker Verdachung. Im 2. Obergeschoss Sohlbankgesims, Hochrechteckfenster in Stuckrahmung unter Verdachung, darüber Putzbögen mit Keilsteinmaskaron. Unter Traufgesims Frieszone mit Stuckverzierungen (Festons), Plättchenfassade mit Putzstreifen.